# 東海湖 (かつて存在した湖)
東海湖（とうかいこ）は、かつて東海地方（東海3県）の伊勢湾北部から濃尾平野にかけて存在したと言われる湖。

## 概要
その面積は琵琶湖の6倍にもなったという。650万年前には存在し、500万〜300万年ほど前にもっとも面積が大きくなった。しかし地殻変動の影響を受け徐々に縮小し、現在では消滅してしまっている。
岐阜県多治見市や愛知県瀬戸市・常滑市では良質な陶器の製造が盛んであるが、そこでは東海湖に堆積した粘土が原料として使われている。

## 歴史
650万年前頃、現在の伊勢湾から名古屋にかけて、広大な淡水湖として存在した。
130〜120万年前頃、土地の隆起を繰り返し、名古屋台地や干潟（年魚市潟）が形成され、消滅する。

## 関連
- 尾張丘陵
- 年魚市潟